# Lore Schill
Lore Uphoff-Schill (* 18. August 1890 in Düsseldorf als Leonore Henriette Schill; † 28. Januar 1968 in Worpswede) war eine deutsche Malerin der Düsseldorfer Schule und der Künstlerkolonie Worpswede.

## Leben
Lore Schill wurde 1890 in als viertes Kind des Düsseldorfer Kunstprofessors Adolf Schill und seiner Ehefrau Emmy Simons (* 1858) geboren. Geburtsort war die Blumenstraße in Düsseldorf. Von der Seite der Mutter stammte sie aus der Familie Simons-Köhler aus Elberfeld (siehe Friedrich Wilhelm Simons-Köhler; Walter Simons; Ludwig Simons). Der Architekt Walter Kyllmann (Kyllmann und Heyden) war ein Onkel von Lore. Ihr Urgroßvater war der Landrat von Solingen und Kunstförderer Carl Gottlieb Kyllman.
Außer von ihrem Vater erhielt Lore Uphoff-Schill Unterricht in der Malerei von Lothar von Kunowski an der Kunstgewerbeschule Düsseldorf. 1913 begann sie mit ihrem Ehemann Fritz Uphoff, sich in dem angemieteten Atelier in Düsseldorf der figürlichen Darstellung zu widmen. Sie schuf vor allem poesievolle, miniaturartige Märchenbilder. Nach ihrem Umzug nach Worpswede wandte sie sich der Landschaftsmalerei zu. Sie ging mit ihrer Staffelei auch in die umliegenden Dörfer und schuf so einmalige Gemälde in Öl und einer speziellen Spritztechnik, die die Moorlandschaft der Umgebung Worpswedes darstellen. Eindrucksvoll sind die Pastell und Ölgemälde, mit denen sie Höfe, moorige Wege und Scheunen stimmungsvoll wiedergibt.
Während der wirtschaftlich schwierigen 1920er Jahre wirkte Lore Uphoff bei den Arbeiten der von Fritz und seinem Bruder Carl Emil Uphoff gegründeten „Werkgemeinschaft Worpswede für Buchkunst, gestochene Buch- und Mappenwerke“ mit. Durch ein schweres Beinleiden musste sie 1940 ihr Malen in der Landschaft aufgeben. Von dieser Zeit an malte und zeichnete sie vorwiegend Blumenstillleben.
1928 erwarb das Provinzialmuseum Hannover 10 Bilder Worpsweder Künstler, darunter von Emmy Meyer, Martha Vogeler, Lore Uphoff-Schill und Carl Emil Uphoff. Zwei Zeichnungen von Lore Uphoff verwahrt das Sprengel-Museum in Hannover.

## Schriften
- Adolf Schill. Erinnerungen an meinen Vater. In: Jahrbuch der Arbeitsgemeinschaft der Rheinischen Geschichtsvereine, Band 3. Verlag August Bagel, Düsseldorf 1937.